# 王胜洪
王胜洪（1954年6月—），男，汉族，湖南益阳人，中华人民共和国政治人物，中国共产党党员，全国政协原副秘书长、机关党组成员，第十一届全国政协委员。

## 生平
2008年，当选第十一届全国政协委员，代表对外友好界，分入第四十七组。